# NGC 7187
NGC 7187 é uma galáxia lenticular (S0) localizada na direcção da constelação de Piscis Austrinus. Possui uma declinação de -32° 48' 12" e uma ascensão recta de 22 horas, 02 minutos e 44,4 segundos.
A galáxia NGC 7187 foi descoberta em 1886 por Frank Leavenworth.